# 1909 în film
- 1908 în cinematografie — 1909 în cinematografie — 1910 în cinematografie

## Premiere
- The Adventures of Lieutenant Rose
- The Airship Destroyer
- At the Altar
- A Corner in Wheat
- The Country Doctor
- The Cowboy Millionaire
- The Curtain Pole
- The Death Disc: A Story of the Cromwellian Period
- The Drive for a Life - regia D.W. Griffith
- A Drunkard's Reformation
- Fools of Fate
- Giulio Cesare (1909) - regia Giovanni Pastrone
- The Golden Louis
- The Hessian Renegades
- Les Joyeux microbes
- Lady Helen's Escapade
- Le Locataire diabolique
- The Lonely Villa
- Macbeth
- A Midsummer Night's Dream
- Mr. Flip
- Nerone
- Oliver Twist
- Princess Nicotine; or, The Smoke Fairy
- The Red Man's View
- Resurrection
- The Sealed Room
- Those Awful Hats
- A Trap for Santa Claus